# Gloria Vanderbilt

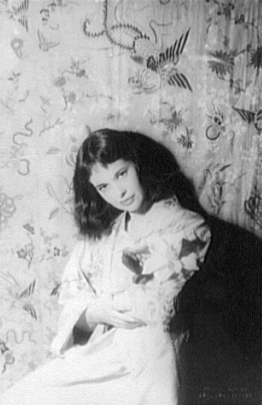
Gloria Vanderbilt el 1958 foto de Carl Van Vechten.

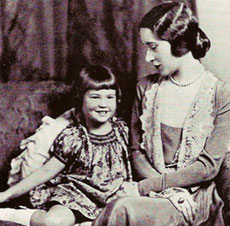
Gloria Vanderbilt i la seva mare.

Gloria Vanderbilt   (Manhattan, 20 de febrer de 1924 - Manhattan, 17 de juny de 2019) va ser una escriptora, artista, actriu, empresària, hereva i dama de societat, famosa per haver dissenyat els primers blue jeans de col·lecció. Pertany a la dinastia de la Família Vanderbilt i és la mare del periodista Anderson Cooper.

## Biografia
Filla única i herva del milionari Reginald Claypoole Vanderbilt (1880–1925) i la segona esposa d'aquest, Gloria Morgan (1904–1965). es va convertir en hereva als 18 mesos d'edat a la mort del seu pare. Les visicituds d'aquesta herència ha estat considerada un dels Judicis del Segle dins el segle XX i va ser portada a la televisió en la minisèrie Little Gloria... Happy at Last
Als 17 anys es va casar amb Pasquale ("Pat") DiCicco (1941); i se'n va divorciar el 1945. Aquest mateix any es va casar amb Leopold Stokowski del qual tingué dos fills, Leopold Stanislaus "Stan" Stokowski, (1950) i Christopher Stokowski (1952). Es van divorciar el 1955. El 28 d'agost de 1956 va contraure un nou matrimoni amb Sidney Lumet, divorciant-se l'any 1963.
El 1963 es casà amb Wyatt Emory Cooper de qui van tenir els fills: Carter Vanderbilt Cooper (1965-1988, per suïcidi) i Anderson Hays Cooper (1967).
Mantingué una relació amorosa amb Gordon Parks fins a la mort d'aquest fotògraf el 2006.

## Publicacions
Memòries:
- Once Upon a Time: A True Story
- Black Knight, White Knight
- A Mother's Story
- It Seemed Important at the Time: A Romance Memoir

Novel·les:
- The Memory Book of Starr Faithfull[6]
- Never Say Good-Bye[7]
- Obsession: An Erotic Tale[8]